# Heliga Trefaldighetskyrkan, Jerevan
Heliga Trefaldighetskyrkan (armeniska: Սուրբ Երրորդություն Եկեղեցի, Surp Yerrordut'yun Yekeghets'i) är en kyrka i distriktet Malatia-Sebastia i Jerevan. Den byggdes 2001–2003 och konsekrerades 2005. Den har gestaltats efter den tidigare 600-talskatedralen i Zvartnots.
Kyrkan ritades av Baghdasar Arzoumanian.

## Bildgalleri
- Wikimedia Commons har media som rör Heliga Trefaldighetskyrkan, Jerevan.

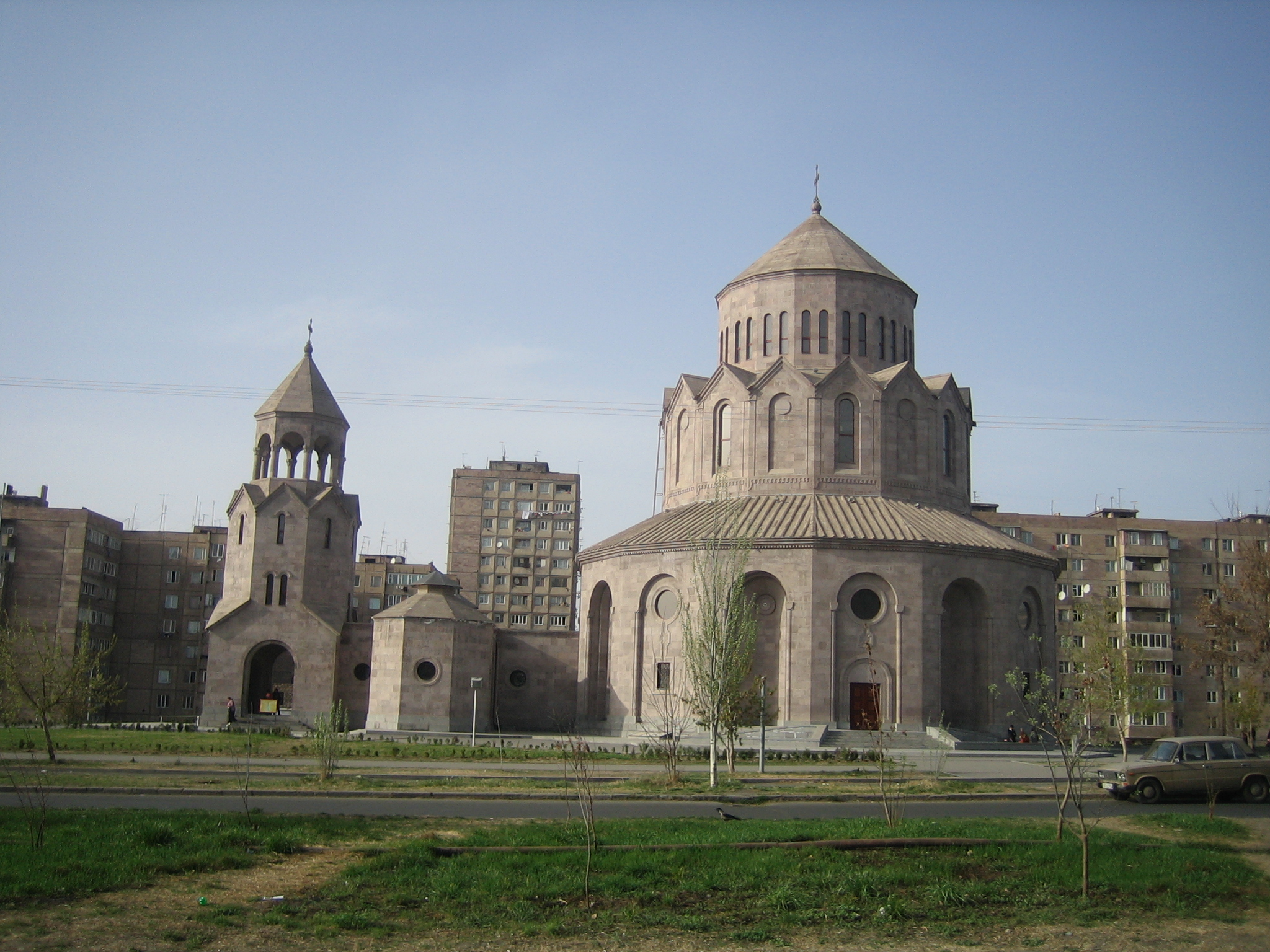
Heliga Trefaldighetskyrkan
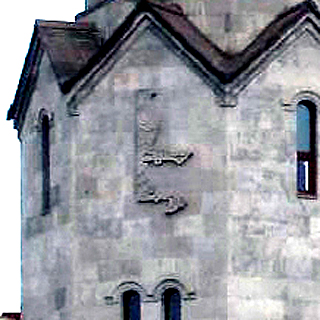
Tecknet "Է" ("E") på klocktornets vägg, vilket är det armeniska alfabetets sjunde bokstav, står för "Gud"